# Sirotek (film)
Sirotek (anglicky Orphan) je americký filmový horor z roku 2009. Snímek natočil španělský režisér Jaume Collet-Serra, hlavní role ztvárnili Vera Farmiga, Peter Sarsgaard a v titulní roli na sebe poprvé výrazně upozornila v té době dvanáctiletá Isabelle Fuhrman. Kritici její herecký výkon přirovnali k výkonu Lindy Blairové ve filmu Vymítač ďábla.

## Děj
Kate a John Colemanovi zažívají těžké chvíle poté, kdy se jejich třetí dítě narodí mrtvé. Zdravotní důvody nedovolují Kate znovu otěhotnět, tak se manželé rozhodnou pro adopci. Při návštěvě místního sirotčince se setkají s devítiletou Esther, pocházející z Ruska, která je svou duševní vyspělostí natolik upoutaná, že je rozhodnuto a Esther se stává novou členkou rodiny Colemanových. Okamžitě se sblíží s hluchoněmou dcerou Max, avšak starší syn Daniel svou novou sestrou nijak nadšený není. Později začíná být ostražitá i samotná Kate, když zjistí, že Esther ví o sexu více než by dívka jejího věku vědět měla. Pochybnosti se dále stupňují, když poté Esther shodí jinou dívku z dětské skluzavky, a ač se hájí, že šlo o nehodu, tak Kate nabývá jistoty, že s jejich adoptivní dcerou není všechno v pořádku. Řekne o svém podezření Johnovi, ale ten jí nevěří.
Nic na tom nezmění ani Katino setkání se sestrou Abigail, ředitelkou sirotčince. Ba naopak, ta už tak znepokojenou mladou ženu varuje, že lidem v okolí Esther se v minulosti stávaly zlé věci, včetně žhářství a vraždy. Kate a sestra Abigail však netuší, že Esther jejich hovor vyslechla. Využije malou Max, která je na své sestře závislá. Když sestra Abigail odjíždí, obě dívky čekají u silnice a Esther strčí Max do vozovky. Vyděšená Abigail dokáže zastavit, a když vystoupí a sklání se nad tělem otřesené Max, tak ji Esther umlátí kladivem.
Kate, jejíž podezření po vraždě ještě zesílí, najde v Estheryně dětském pokoji bibli, a z ní se dozvídá, že přišla ze Saarnova institutu v Estonsku, nikoli tedy z Ruska. Pošle do institutu e-mail s prosbou o více informací. Později tam i telefonuje, ale dostane se jí odpovědi, že Esther nemohla být od nich, protože jde o psychiatrickou kliniku, nikoli dětský domov.
Daniel si je téměř jist, že za vraždou sestry Abigail je Esther. Řekne Max o svém plánu získat kladivo, aby mohl svou nevlastní sestru usvědčit. Esther však znovu hovor vyslechne, a když Daniel hledá kladivo v domku v koruně stromu, tak ho tam zavře a domek zapálí. Danielovi se podaří z plamenů uniknout, při skoku ze stromu se těžce zraní. Je v bezvědomí převezen do nemocnice, takže nemůže vypovědět, co se stalo. Esther se podaří proniknout do jeho pokoje a pokusí se ho udusit polštářem, aby ho tak navždy umlčela. To se jí nepodaří a Daniela se podaří oživit. Esther však opět dokáže uniknout a jediná, kdo ví co se stalo je Kate. Napadne Esther, ale je zpacifikována nemocničním personálem. Navíc její manžel jí stále nevěří a přičítá její chování znovupropuklému alkoholismu, ze kterého se Kate v minulosti léčila.
John s Esther se vrací domů, Kate pod sedativy zůstane v nemocnici.  Esther využije situace, že je s Johnem sama doma a vyzývavě oblečená se ho pokusí svést. Ten však reaguje zcela jinak než by si přála, je jejím chováním zděšen, a asi poprvé si vnitřně připustí, že by Katino obvinění mohlo být pravdivé.
Mezitím Kate zavolá na mobil dr. Värava, ředitel Saarnova institutu, a sdělí ji šokující informaci. Esther, pravým jménem Leena Klammerová, není ve skutečnosti devítiletá dívka, ale třiatřicetiletá dospělá žena. Její dětský vzhled je způsoben hormonální poruchou. Dr. Värava Kate důrazně varuje před obrovským nebezpečím, které lidem v okolí jeho bývalé pacientky hrozí. Kate neváhá ani chvilku, uteče z nemocnice a řítí se autem k domovu, aby zabránila nejhoršímu.
Esther, tedy vlastně Leena, rozezlená, že jí pokus o svedení Johna nevyšel, způsobí výpadek elektřiny v domě. John se jí pokouší najít, ale Leena ho v temném domě překvapí a zabije nožem. Malá Max je toho svědkem, ale podaří se jí ukrýt.
Zanedlouho dorazí Kate a začíná boj na život a na smrt. Při zápase na zmrzlém zahradním jezírku se obě ženy propadnou pod led, Kate se podaří vylézt. Leena ji prosí o pomoc, ale Kate ji nemilosrdně skopne zpátky do ledové vody, kde vražedkyně nalézá smrt.

## Herecké obsazení
| Vera Farmiga     | Katherine "Kate" Colemanová             |
| Peter Sarsgaard  | John Coleman, její manžel               |
| Isabelle Fuhrman | Esther, jejich adoptivní dcera          |
| Jimmy Bennett    | Daniel, jejich syn                      |
| Aryana Engineer  | Max, jejich dcera                       |
| C. C. H. Pounder | sestra Abigail, ředitelka sirotčince    |
| Karel Roden      | dr. Värvara, ředitel Saarnova institutu |

## Zajímavosti
- Existovala alternativní verze filmu, ve které Esther přežije a znovu se nalíčí do podoby mladé dívky.[3]
- Malou roli estonského ředitele psychiatrické kliniky si zahrál český herec Karel Roden.
- Vykreslení adopce ve filmu bylo nepříznivě přijato částí komunity, která je s tímto fenoménem spojená. Snímku bylo vyčítáno „stereotypní podání“ tohoto problému.[4]